# Josep Comas i Masferrer
|  | «Josep Comas » redirigeix aquí. Vegeu-ne altres significats a «Josep Comas (desambiguació)». |

Josep Comas i Masferrer   (Barcelona, 4 de juliol de 1842 - Barcelona, 2 de juny de 1908) fou un industrial i polític català.

## Biografia
Va néixer al carrer de la Plata, 6, fill del comerciant Josep Comas i Graciós, de Mataró, i d'Antònia Masferrer i Bosch, de Barcelona.
Després de la restauració borbònica fundà el Cercle Liberal Monàrquic i fou un dels membres més destacats del caciquisme del Partit Liberal al Principat, juntament amb Evarist Arnús i de Ferrer, contra el conservador Josep Maria Planas i Casals. Fou diputat provincial el 1871-1872 i el 1894-1898, així com president de la Diputació de Barcelona de 1894 a 1896. Durant el seu mandat creà una comissió encarregada de gestionar un concert econòmic sobre la recaptació de contribucions que afavorís la hisenda de la Diputació.
Fou diputat pel districte de Sant Feliu de Llobregat a les eleccions generals espanyoles de 1891, 1893 i 1898. Fou senador per la província de Barcelona el 1899 i el 1902, i senador vitalici des de 1905. Va fer construir el casal noucentista de Can Bordoi.
El 10 d'abril de 1884 un anarquista va col·locar un artefacte explosiu a la porta de Josep Comas, que van ocasionar danys menors al domicili, situat en la Baixada de La Canonja. El 18 de gener de 1900, el seu secretari particular Salvador Garcia i Victory va morir després de rebre un tret al cap en la cruïlla dels carrers de la Lleona i Escudillers. Per l'assassinat fou detingut i jutjat Salvador Riera i Xardona, a qui es va absoldre del delicte en el mes de gener de 1902.
Es va casar amb Dolors Masferrer i Bosch (1857-1905) i van tenir dos fills, Enric (1882-1906) i Montserrat (1879-1928), que es va casar amb el banquer Lluís Marsans i Peix. fill de Josep Marsans i Rof, fundador de la Banca Marsans.